# Adil El Hasnaoui
Pour les articles homonymes, voir Hasnaoui.
Adil El Hasnaoui, né le 1er mars 1989 au Casablanca Maroc, est un footballeur marocain évoluant au poste de milieu défensif au Moghreb de Tétouan.

## Biographie
Né le 1er mars 1989 à Casablanca, il entame des études dans des écoles nationales avant de commencer sa carrière footballistique en 2011 au Rachad Bernoussi. 
En 2012, il fut transféré au RS Berkane. 
En 2014, il rejoint le Difaa El Hassina El Jadidi. 
En 2019, il signe au Moghreb Athlétic de Tétouan. Le 6 mai 2021, à l'occasion des quarts de finales de la Coupe du Maroc contre le Maghreb de Fes, le deuxième gardien Yahya El Filali est expulsé du match. Lors des séances des penaltys, Adil El Hasnaoui prend le poste du gardien et arrête deux penaltys, qualifiant son équipe en demi-finale de la Coupe du Maroc contre le Wydad Athletic Club.